# Lee R. Bobker
Lee Robert Bobker (* 19. Juli 1925 in Belle Harbor, Queens, New York City; † 28. Dezember 1999 in Greenwich, Connecticut) war ein US-amerikanischer Filmregisseur und -produzent, der vor allem durch seine Dokumentarfilme bekannt wurde.

## Leben
Bobker begann Ende der 1950er Jahre als Regisseur und Produzent von einigen Dokumentarfilmen. Der von ihm 1958 gedrehte Dokumentarfilm Psychiatric Nursing wurde bei der Oscarverleihung 1959 in der Kategorie bester Dokumentarfilm für einen Oscar nominiert.
Weitere Nominierungen erhielt er selbst für die Dokumentar-Kurzfilme The Odds Against (1966) bei der Oscarverleihung 1967 gemeinsam mit Helen Kristt Radin sowie für The Revolving Door im Jahr 1969.
Für den von ihm sowie Chandler Knowles und Helen Kristt Radin produzierten biografischen Fernsehfilm I, Leonardo: A Journey of the Mind (1983) mit Frank Langella als Leonardo da Vinci wurde er mit seinen Co-Produzenten für einen Emmy für den herausragendsten Fernsehdokumentarfilm nominiert.